# Молодой коммунист (газета)
«Молодой коммунист» (чув. Ҫамрӑк коммунист) — советская общественно-политическая молодёжная газета, издававшаяся в городе Чебоксары (Чувашская АССР) на русском и чувашском языках с 1925 по 1991 год. 
В разное время издавалась под названиями: «Ҫамрӑк хресчен» (1925—1930), «Ҫамрӑк колхозник» (1930—1937), «Ҫамрӑк большевик» (1937—1941, 1952), «Ҫамрӑк коммунист» (1952—1966). С 1952 года дублировалась на русском языке под названием «Молодой большевик» («Молодой коммунист»); с 1966 года издавалась только на русском языке.

## История

### 1925—1941
Газета начала издаваться 12 декабря 1925 года под названием «Ҫамрӑк хресчен» («Молодой крестьянин») тиражом 1500 (по другим сведениям 1600) экземпляров как совместный орган Чувашской секции при ЦК ВЛКСМ и Чувашского обкома комсомола. Среди создателей был  Иван Данилович Кузнецов. 
Первым редактором был писатель Дмитрий Исаев (Авраль), после него редакторами газеты были Николай Шелеби, Петр Хузангай, Василий Митта, Виктор Рзай. С 17 февраля 1930 года по 28 ноября 1937 года газета выходила под названием «Ҫамрӑк колхозник» («Молодой колхозник»), с 1 декабря 1937 года — «Ҫамрӑк большевик» («Молодой большевик»). В годы Великой Отечественной войны газета перестала выходить.

### 1952—1991
Газета «Ҫамрӑк большевик» была возрождена в 1952 году, с 4 ноября 1952 года носит название «Ҫамрӑк коммунист» («Молодой коммунист»). С 1 мая 1952 дублируется на русском языке (под названиями «Молодой большевик», «Молодой коммунист»). С 1 мая 1966 года чувашский вариант перестал выходить. На русском языке газета издавалась до 26 августа 1991 года. 

## Правопреемство
С декабря 1994 по 2008 год в Чебоксарах еженедельно выходила газета на русском языке «Молодёжный курьер», которая вела свою историю с газеты «Молодой коммунист». Газета освещала государственную молодёжную политику. Генеральным директором и главным редактором был А. Г. Соловьёв (с 2000). Тираж до 2000 экземпляров. 
С мая 1996 года в Чебоксарах издается газета на чувашском языке «Ҫамрӑксен хаҫачӗ», которая также связывает свою историю с газетой, учрежденной в 1925 году. Учредителем издания является Министерство информационной политики и массовых коммуникаций Чувашской республики и Издательский дом «Хыпар». Главный редактор − Т. В. Вашуркина. Выходит 1 раз в неделю на 16 полосах. Ее подписывают в Татарстане, Башкортостане, а также в Москве и Санкт-Петербурге, Самаре, Волгограде, Тюмени и других областях.